# U-86 (tàu ngầm Đức) (1941)
U-86 là một tàu ngầm tấn công  Lớp Type VII thuộc phân lớp Type VIIB được Hải quân Đức Quốc Xã chế tạo trong Chiến tranh Thế giới thứ hai. Nhập biên chế năm 1941, nó đã thực hiện được tám chuyến tuần tra, đánh chìm được ba tàu buôn tổng tải trọng 9.614 GRT, đồng thời gây hư hại cho một tàu buôn khác. Trong chuyến tuần tra cuối cùng tại Đại Tây Dương, U-86 bị các tàu khu trục Anh HMS Tumult và HMS Rocket đánh chìm về phía Đông quần đảo Azores vào ngày 29 tháng 11, 1943.

## Thiết kế và chế tạo

### Thiết kế
Phân lớp VIIB của Tàu ngầm Type VII là một phiên bản VIIA được mở rộng. Chúng có trọng lượng choán nước 753 t (741 tấn Anh) khi nổi và 857 t (843 tấn Anh) khi lặn). Con tàu có chiều dài chung 66,50 m (218 ft 2 in), lớp vỏ trong chịu áp lực dài 48,80 m (160 ft 1 in), mạn tàu rộng 6,20 m (20 ft 4 in), chiều cao 9,50 m (31 ft 2 in) và mớn nước 4,74 m (15 ft 7 in).
Chúng trang bị hai động cơ diesel Germaniawerft F46 6-xy lanh 4 thì, tổng công suất 2.800–3.200 PS (2.100–2.400 kW; 2.800–3.200 bhp), dẫn động hai trục chân vịt đường kính 1,23 m (4,0 ft), cho phép đạt tốc độ tối đa 17,9 kn (33,2 km/h), và tầm hoạt động tối đa 8.700 nmi (16.100 km) khi đi tốc độ đường trường 10 kn (19 km/h). Khi đi ngầm dưới nước, chúng sử dụng hai động cơ/máy phát điện AEG GU 460/8-276 tổng công suất 750 PS (550 kW; 740 shp). Tốc độ tối đa khi lặn là 8 kn (15 km/h), và tầm hoạt động 90 nmi (170 km) ở tốc độ 4 kn (7,4 km/h). Con tàu có khả năng lặn sâu đến 230 m (750 ft).
Vũ khí trang bị có năm ống phóng ngư lôi 53,3 cm (21 in), bao gồm bốn ống trước mũi và một ống phía đuôi, và mang theo tổng cộng 14 quả ngư lôi, hoặc tối đa 22 quả thủy lôi TMA, hoặc 33 quả TMB. Tàu ngầm Type VIIB bố trí một hải pháo 8,8 cm SK C/35 cùng một pháo phòng không 2 cm (0,79 in) trên boong tàu. Thủy thủ đoàn bao gồm 4 sĩ quan và 40-56 thủy thủ.

### Chế tạo
U-86 được đặt hàng vào ngày 9 tháng 6, 1938, và được đặt lườn tại xưởng tàu của hãng Flender Werke tại Lübeck vào ngày 20 tháng 1, 1940. Nó được hạ thủy vào ngày 10 tháng 5, 1941, và nhập biên chế cùng Hải quân Đức Quốc Xã vào ngày 8 tháng 7, 1941 dưới quyền chỉ huy của Hạm trưởng, Đại úy Hải quân Walter Schug.

## Lịch sử hoạt động

### 1941

#### Chuyến tuần tra thứ nhất
U-86 xuất phát từ Kiel vào ngày 7 tháng 12, 1941 cho chuyến tuần tra đầu tiên trong chiến tranh. Chiếc tàu ngầm đi vào Bắc Hải, rồi băng qua khe GIUK giữa các quần đảo Shetland và Faroe để tiến vào khu vực Bắc Đại Tây Dương về phía Tây Ireland. Tuy nhiên nó đã không đánh chìm được mục tiêu nào, nên kết thúc chuyến tuần tra và đi đến cảng Brest bên bờ biển Đại Tây Dương của Pháp đã bị Đức Quốc Xã chiếm đóng vào ngày 22 tháng 12. Brest trở thành căn cứ hoạt động của U-86 trong tất cả các chuyến tuần tra còn lại của nó.

### 1942

#### Chuyến tuần tra thứ hai
U-86 khởi hành từ căn cứ Brest vào ngày 27 tháng 12, 1941 cho chuyến tuần tra thứ hai, và hoạt động trong vùng biển Bắc Đại Tây Dương tiếp cận bờ biển Newfoundland, Canada. Ở phía Đông Newfoundland vào ngày 16 tháng 1, một quả ngư lôi của U-86 trúng đích đã gây hư hại cho tàu chở dầu Anh Toorak vốn bị tách khỏi Đoàn tàu ON 52; chiếc tàu ngầm phóng thêm hai quả ngư lôi nữa với ý định kết liễu chiếc tàu chở dầu, nhưng cả hai đều không trúng đích. Hai ngày sau đó, nó phóng ngư lôi đánh chìm tàu buôn Hy Lạp Dimitios G. Thermiotis vốn bị tách khỏi Đoàn tàu SC 63, ở vị trí khoảng 50 mi (80 km) về phía Đông Bắc St. Johns, Newfoundland.
Nó kết thúc chuyến tuần tra vào ngày 15 tháng 2.

#### Chuyến tuần tra thứ ba
Trong chuyến tuần tra thứ ba kéo dài từ ngày 25 tháng 3 đến ngày 26 tháng 5, U-86 mở rộng tầm hoạt động trong Đại Tây Dương đến tận vùng bờ Đông Hoa Kỳ. Tuy nhiên chiếc tàu ngầm đã không đánh chìm được mục tiêu nào.

#### Chuyến tuần tra thứ tư
Khởi hành vào ngày 2 tháng 7 cho chuyến tuần tra thứ tư, U-86 tiếp tục hoạt động trong khu vực Đại Tây Dương tiếp cận vùng bờ Đông Hoa Kỳ. Giữa Đại Tây Dương vào ngày 6 tháng 8, nó phóng ngư lôi tấn công thuyền buồm Hoa Kỳ Wawaloam, nhưng quả ngư lôi đi bên dưới tàu mà không kích nổ. U-86 trồi lên mặt nước và phá hủy chiếc thuyền buồm bằng hải pháo ở vị trí khoảng 460 mi (740 km) về phía Nam mũi Race, Newfoundland. Chiếc tàu ngằm quay về Brest vào ngày 18 tháng 9.

#### Chuyến tuần tra thứ năm
Trong chuyến tuần tra thứ năm kéo dài từ ngày 31 tháng 10, 1942 đến ngày 7 tháng 1, 1943, U-86 chuyển sang hoạt động tại khu vực giữa Đại Tây Dương về phía Đông Bồ Đào Nha. Chiếc tàu ngầm lại không đánh chìm được mục tiêu nào trong chuyến tuần tra này.

### 1943

#### Chuyến tuần tra thứ sáu
U-86 xuất phát từ căn cứ Brest vào ngày 24 tháng 2, 1943 cho chuyến tuần tra thứ sáu, và quay trở lại hoạt động tại vùng biển Bắc Đại Tây Dương. Vào sáng sớm ngày 11 tháng 3, nó phóng ngư lôi tấn công Đoàn tàu HX 228, đánh chìm tàu buôn Na Uy Brant County, khiến 35 thành thiên thủy thủ đoàn và hành khách thiệt mạng. Chiếc tàu ngầm kết thúc chuyến tuần tra và quay trở về căn cứ Brest vào ngày 16 tháng 4.

#### Chuyến tuần tra thứ bảy
Trong chuyến tuần tra thứ bảy kéo dài từ ngày 8 tháng 7 đến ngày 11 tháng 9, U-86 chuyển sang hoạt động tại khu vực Nam Đại Tây Dương dọc theo bờ biển Tây Phi đến tận ngoài khơi Monrovia, Liberia. Một lần nữa nó lại không đánh chìm được mục tiêu nào trong chuyến tuần tra này.

#### Chuyến tuần tra thứ tám - Bị mất
U-86 khởi hành từ căn cứ Brest vào ngày 11 tháng 11 cho chuyến tuần tra thứ tám, cũng là chuyến cuối cùng. Trong Đại Tây Dương ở vị trí về phía Đông quần đảo Azores, vào ngày 29 tháng 11, nó đang theo dõi Đoàn tàu MKS-31/SL-140 khi bị các tàu khu trục Anh HMS Tumult và HMS Rocket phát hiện và tấn công bằng mìn sâu. U-86 bị đánh chìm tại tọa độ 40°52′B 18°54′T / 40,867°B 18,9°T. Toàn bộ 50 thành viên thủy thủ đoàn trên tàu đều tử trận.

### "Bầy sói" tham gia
U-86 từng tham gia mười bầy sói:
- Zieten (7 – 22 tháng 1, 1942)
- Wolf (13 – 31 tháng 7, 1942)
- Natter (6 – 8 tháng 11, 1942)
- Westwall (8 tháng 11 - 16 tháng 12, 1942)
- Neuland (4 – 13 tháng 3, 1943)
- Dränger (14 – 20 tháng 3, 1943)
- Seewolf (21 – 30 tháng 3, 1943)
- Không tên (11 – 29 tháng 7, 1943)
- Schill 2 (17 – 22 tháng 11, 1943)
- Weddigen (22 – 29 tháng 11, 1943)

### Tóm tắt chiến công
U-86 đã đánh chìm được ba tàu buôn tổng tải trọng 9.614 GRT, đồng thời gây hư hại cho một tàu buôn khác
| Ngày             | Tên tàu                 | Quốc tịch      | Tải trọng | Số phận      |
| ---------------- | ----------------------- | -------------- | --------- | ------------ |
| 16 tháng 1, 1942 | Toorak                  | United Kingdom | 8.627     | Bị hư hại    |
| 18 tháng 1, 1942 | Dimitrios G. Thermiotis | Greece         | 4.271     | Bị đánh chìm |
| 6 tháng 8, 1942  | Wawaloam                | United States  | 342       | Bị đánh chìm |
| 11 tháng 3, 1943 | Brant County            | Norway         | 5.001     | Bị đánh chìm |